# Lijst van voetbalinterlands Antigua en Barbuda - Barbados (vrouwen)
Deze lijst van voetbalinterlands is een overzicht van alle officiële voetbalinterlands tussen de nationale vrouwenteams van Antigua en Barbuda en Barbados. De landen hebben tot nu toe één keer tegen elkaar gespeeld.

## Wedstrijden
| № | Plaats     | Datum         | Competitie        | Wedstrijd                     | Uitslag |
| - | ---------- | ------------- | ----------------- | ----------------------------- | ------- |
| 1 | Bridgetown | 12 maart 2006 | Vriendschappelijk | Barbados − Antigua en Barbuda | 0 − 1   |

## Samenvatting
| Competitie        | Totaal gespeeld | Winst Antigua en Barbuda | Gelijk | Winst Barbados | Doelsaldo Antigua en Barbuda – Barbados |
| ----------------- | --------------- | ------------------------ | ------ | -------------- | --------------------------------------- |
| Vriendschappelijk | 1               | 1                        | 0      | 0              | 1 − 0                                   |
| Totaal            | 1               | 1                        | 0      | 0              | 1 − 0                                   |